# Мидлтон, Томас
То́мас Ми́длтон (англ. Thomas Middleton, 18 апреля 1580 или 28 апреля 1580, Лондон — 4 [14] июля 1627 или 2 [12] июля 1627, Лондон) — английский поэт и драматург яковианской эпохи.
С 1598 года учился в Оксфордском университете, который, по-видимому, не закончил. Студентом опубликовал несколько стихотворений. С 1601 года жил в Лондоне, писал для театра. Первые пьесы Мидлтона, созданные в соавторстве с 
Томасом Деккером и другими, утрачены. С 1615 года Мидлтон писал для труппы «Слуги короля», с 1620 был официальным хронистом Лондона.

## Произведения
- 1604 — совместно с Деккером — первая часть «Честной потаскухи» (The Honest Whore)
- 1604 — сатирические памфлеты о жизни Лондона «Муравей и соловей» (The Ant and the Nightingale) и «Чёрная книга» (The Black Book).
- «Осенний семестр» (Michaelmas Term)
- «Безумный мир, господа!» (A Mad World, My Masters)
- «Как надуть старика» (A Trick to Catch the Old One; 1604, опубл. 1608)
- «Йоркширская трагедия» (1605, опубл. 1608) — авторство предположительно
- «Трагедия мстителя» (1606) — авторство спорно, долгое время пьесу приписывали Сирилу Тернеру
- «Честная девушка из Чипсайда» (The Chaste Maid in Cheapside, ок. 1613)
- «Справедливый поединок» (A Fair Quarrel)
- «Женщины, остерегайтесь женщин» (Women, Beware Women, ок. 1615—1617; опубл. 1657)
- «Оборотень» (The Changeling, 1622)
- «Шахматная партия» (The Game at Chess, 1624)

## Экранизации
- Трагедия мстителя (Revengers Tragedy), (режиссёр Александр Кокс), 2002 год.

## Переводы на русский язык
- Мидлтон Т. Безумный мир, господа! // Младшие современники Шекспира. — М., 1986.
- Мидлтон Т., Роули У. Оборотень // Младшие современники Шекспира. — М., 1986.
- Мидлтон Т. Невинная девушка из Чипсайда. Комедия / перевод с английского Сергея Радлова ; комментарии Владимира Макарова // Иностранная литература. 2024. № 7. С. 121—200.